# Robert Coinel
 (août 2023).
Si vous disposez d'ouvrages ou d'articles de référence ou si vous connaissez des sites web de qualité traitant du thème abordé ici, merci de compléter l'article en donnant les références utiles à sa vérifiabilité et en les liant à la section « Notes et références ».
 (août 2023).
Robert Coinel est un compositeur français, né le 6 juin 1950 à Marseille, où il est mort le 22 novembre 2009.

## Biographie
Son parcours, débute en autodidacte en tant que guitariste dans des orchestres de variétés et de jazz jusqu’en 1972, notamment aux côtés du guitariste marseillais Claude Djaoui.
Durant son service militaire, il joue du trombone dans la musique du régiment. Il s’intéresse aux pièces de la tradition classique, les œuvres de Wagner et Beethoven, mais aussi à celles de la Renaissance et au répertoire de John Downland. Il décide d’étudier la composition.
Robert Coinel fait alors des études d’harmonie, de contrepoint et de composition au conservatoire d’Aix-en-Provence dans la classe de Pierre Villette. Il obtient un prix en 1979 ; il se perfectionne avec Henri Dutilleux, Witold Lutosławski et Iannis Xenakis, de 1981 à 1986.
Son intérêt pour l’expérimentation le pousse à se rapprocher de l’écriture des musiques électroacoustiques et mixtes avec le GMEM (groupe de musique expérimentale de Marseille - Centre National de Création Musicale), des studios de l’INA/GRM mais aussi du MIM (laboratoire de musique et informatique de Marseille) qu’il dirigera de 2005 à 2008.
Il travaillera dans le domaine de la recherche musicale, avec de nombreux compositeurs et interprètes : Jean-Claude Risset, Georges Bœuf, Ako Ito, Jean-Marc Montera, Jean-Louis Beaumadier, Jean-Luc Bonnet, Philippe Azoulay, Pascal Gobin, Lucien Guérinel Jacques Raynaut, Raul Maldonado, Philippe Franceshi ou encore Henri Dorigny.
Son catalogue de partitions comporte plus de soixante-dix oeuvres instrumentales et mixtes allant du solo à l’orchestre; elles ont fait l’objet de créations importantes en impliquant les ensembles Télémaque, le quatuor Enesco, l’ensemble Ricercar, le duo Arcana, l'ensemble Musiques Présentes, l’ensemble Rondo di cello, le violoncelliste Xavier Gagnepain, ou encore les guitaristes Richard Hand et Tom Dupré à Londres en 1987.
Il a écrit des œuvres pédagogiques, et a impulsé de nombreux projets transversaux, comme sa pièce Un peuple était debout, qui mélange musiciens amateurs et professionnels, au mois de février 1992.
Son implication dans l’enseignement l’a amené à être formateur de l’Éducation Nationale pour les instituteurs et professeurs à l'École Normale Annexe, de 1975 à 1985. Il a été délégué départemental de l'Office Central de la Coopération à l’École.
Après avoir été chargé de « mission musique » auprès de la municipalité de Martigues, il a été directeur du conservatoire Henri Sauguet, de 1992 à 2009, et a entrepris sa restructuration.
L’ancien bâtiment du conservatoire, dans le quartier de l’île à Martigues, est clôturé par une grille dont la ferronnerie inscrit une phrase musicale du compositeur.

## Langage musical
Les racines de l’inspiration de Robert Coinel  se situent dans la littérature (Saint-John Perse, Jean Giono, Friedrich Holdernlin, Pablo Neruda ou encore Herman Hesse), ou bien dans la peinture abstraite, et dans le lien qu’il entretient avec la nature, particulièrement pour la mer Méditerranée et la Haute-Provence. Une influence plus directement musicale vient des compositeurs qui affirment un besoin de l’étirement du temps, tel Henri Dutilleux.
Son écriture privilégie une épuration du matériau musical ; sa polyphonie tend à procurer à l’auditeur un état de suspension éthérée et hors du temps. Sa musique utilise des  halos harmoniques plutôt que le développement mélodique, ce qui montre une émancipation de ses années d’études du contrepoint.
Sa technique compositionnelle, construite souvent avec des combinaisons numériques, privilégie les échelles de hauteurs induites par les sons issus du spectre harmonique, de la modalité et des éléments chromatiques (séries et clusters « ouverts »).
Rythmiquement, l’utilisation décalée des accents provoque une volontaire instabilité ; elle amène l'auditeur vers un « flottement perpétuel », soutenu et induit par une notation musicale usant de valeurs à durées relatives. Son univers sonore se situe dans un espace entre notation classique et graphique ; cette approche vient de sa pratique des musiques concrètes et électroniques. L’interprétation des valeurs de notes invite des espaces aléatoires et provoque une élasticité de la matière orchestrale, où les tuilages sont similaires à de volontaires déphasages.

## Œuvres
- Choral et Procession pour guitare - éd.Fertile Plaine (1976)
- Deneb, Algenib pour guitare éd. Alphonse Leduc (1979)
- Markab, Algol pour guitare (1979)
- Demain un autre jour pour guitare et quatuor à cordes (1979)
- La bête du Gévaudan musique de scène (1980)
- Le miroir aux oiseaux ou sur l'eau les reflets de la nuit pour guitare (1980)
- Comme une pluie d’étoiles pour 2 guitares (1981)
- Une lueur d’espérance pour flûte et guitare (1981)
- Le jeu de l’illusion pour 4 guitares (1982)
- Un pays de collines bleues pour 2 guitares et bande magnétique (1983)
- Llegara el dia pour guitare éd.Fertile Plaine (1984)
- So lange diesone scheint pour piano et orchestre symphonique (1985)
- Deïmos, Altaïr, Téthys pour guitare éd. Lemoine
- Luberonnes pour flûte, guitare amplifiée et petit orchestre (1986)
- Fohn pour clarinette et bande éd. Régia (1987)
- Tsih pour guitare éd. Lemoine (1987)
- Alioth  pour guitare éd.Fertile Plaine (1987)
- Musica clartat pour chœur mixte, ensemble d’élèves (1987)
- Aru natsu no kaze pour 2 synthétiseurs, guitare et percussions (1987)
- Au-delà des nuages pour 2 guitares éd. Régia (1988)
- D'un bleu presque transparent pour 2 guitares électriques/synthés et dispositif électroacoustique (1988)
- Un peuple était debout pour chœur d'enfants, chœur mixte, guitare électrique et orchestre (1988)
- Voix de fête pour chœur d'enfants, chœur mixte, orchestre d’harmonie et synclavier (1990)
- Tucana ou Les pêcheurs d’étoiles pour chœur d’enfants et petit ensemble (1991)
- La nébuleuse du voile pour piano - éd. Fertile Plaine (1992)
- Mirach, Mirfak, Menkid pour Violon et piano - éd. Régia (1995-1996)
- Il viendra des nuits douces pour quatuor à cordes (1995-1996)
- Aleth, Alterf  pour 2 violons - éd.Fertile Plaine (1995-1996)
- Alcor , Alkaid pour piano et violoncelle - éd.Fertile Plaine (1997)
- Marfik pour guitare - éd. Régia (1998)
- Aux lisières du songe pour soprano et guitare (1998)
- Au plein des terres hautes pour octuor de violoncelles + violoncelle principal (1999)
- Chinook pour 3 saxos ou trio de anches - éd.Fertile Plaine (1999)
- Khamsin pour 2 trombones - éd.Fuzeau (1999)
- 7 Haiku pour flûte - éd. Fuzeau (2000)
- Dans les rêves d'Aleth pour 4 violons - éd.Fertile Plaine (2000)
- Les mots oubliés pour 3 voix égales, petit ensemble et électronique (2000)
- Des cités haut dressées au-dessus du rivage pour soprano et  harpe (2000)
- Casi un pampero pour 11 saxophones (2000)
- Shizuka na kaze pour 3 clarinettes - éd.Fuzeau (2000)
- Westerlies pour ensemble de cuivres, trompette principale, trombone obligé (2001)
- Wesn, Izar, Phae pour 2 et 3 guitares - éd. Leduc (2001)
- Madragues pour guitare (2001)
- Caletas en el Sur pour guitare (2001)
- Cinq poèmes chinois pour Violon ou violoncelle - éd.Fertile Plaine (2002)
- Les feuilles mortes que le vent soulève pour guitare - éd.Fertile Plaine (2002)
- Doux glissement vers la lumière pour flûte - éd. Fuzeau (2003)
- Come è forte il rumore dell’alba pour flûte, clarinette, violon, alto, contrebasse, percus (2003)
- Le vent se lève sur la Redoune pour violon et piano - éd. Billaudot (2004)
- Juste avant la nuit pour guitare et quatuor à cordes (2004)
- Passing by the river Cam pour saxophone ou flûte - éd. Fuzeau (2004)
- Coplas pour soprano, flûte, violoncelle et piano (2004)
- Sweet musing, Bird song pour saxophone ou flûte éd.Fertile Plaine (2004)
- Eclipse pour basson et piano - éd. Billaudot (2004)
- A breeze from the south pour piccolo et percussions (2005)
- Autour de la Redoune pour quatuor à cordes et piano ou violon, flûte, clarinette, violoncelle et piano (2005)
- Safran pour flûte et piano - éd. Billaudot (2005)
- Tous les hommes naissent… pour guitare, flûte, contrebasse (2005)
- Les âmes errantes pour flûte - éd. Fuzeau (2006)
- Au bord du bleu pour guitare (2006)
- L'Erevine pour piano (2006)
- Notos pour guitare, clarinette et contrebasse (2006)
- Alioth, Altair pour guitare éd.Fertile Plaine (2006)
- Là-bas au bord des fleuves de Babylone pour chœur, flûte, clarinette, violoncelle (2007)
- Noctiliennes pour guitare (2007)
- D'un grand vent descendu dans le soir pour alto solo et orchestre à cordes (2008)
- 5 Tanka pour violoncelle ou alto solo éd.Fertile Plaine (2008)
- Jusqu'aux rives lointaines pour clarinette et piano (2008)
- Echos du Sud pour piano éd.Fertile Plaine (2008)
- Dans les souffles étésiens pour quintette de cuivres (2009)
- Les couleurs du Caramy pour flûte, clarinette, piano (2009)

## Discographie
- Azoth (2019, Col Legno)[16]
- Paysages imaginés (2014, Parnassié éditions, Believe digital)
- Guitare classique n°35 (2006)